# Pepper (robot)

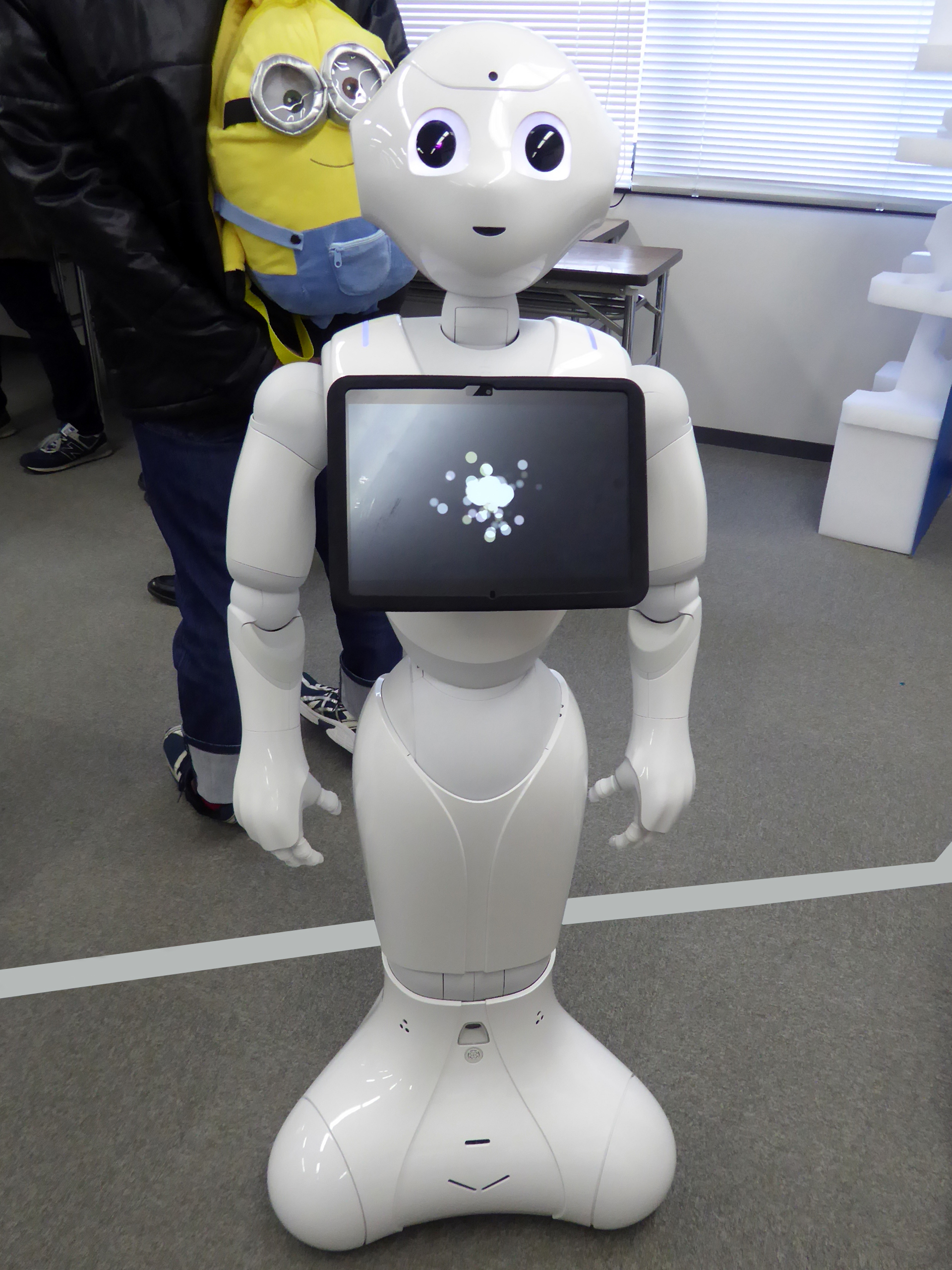
Il Pepper

Pepper è un robot semi-umanoide prodotto da SoftBank Robotics (precedentemente Aldebaran Robotics), progettato con la capacità di leggere le emozioni. È stato introdotto in Giappone nel giugno 2014.

## Storia
Pepper è stato presentato a Tokyo il 5 giugno 2014 da Masayoshi Son, fondatore di SoftBank. Dal giorno successivo, il robot è stato esposto nei negozi di telefonia mobile SoftBank in Giappone. La capacità di Pepper di riconoscere le emozioni si basa sulla rilevazione e analisi delle espressioni facciali e dei toni di voce.
La vendita di Pepper è iniziata nel giugno 2015, e la prima partita di 1.000 unità è stata esaurita in soli 60 secondi. Pepper è stato lanciato nel Regno Unito nel 2016. A maggio 2018, erano stati venduti 12.000 robot Pepper in Europa.
Nel giugno 2021, è stato riferito che SoftBank avrebbe sospeso la produzione di Pepper, citando una debole domanda. All'epoca, si stimava che fossero state prodotte circa 27.000 unità.
L'11 gennaio 2024, una libreria vocale basata sulla voce di Pepper è stata rilasciata al pubblico da VoiSona (sintetizzatore vocale degli stessi creatori di CeVIO).

## Uso

### Commerciale
Attualmente, Pepper viene utilizzato come receptionist in diversi uffici nel Regno Unito, dove è in grado di identificare i visitatori tramite riconoscimento facciale, inviare avvisi agli organizzatori delle riunioni e organizzare la preparazione di bevande. Pepper può anche chattare autonomamente con i potenziali clienti. Il primo receptionist Pepper nel Regno Unito è stato fornito da un distributore SoftBank ed è stato installato a Londra presso Brainlabs.
Il robot è stato utilizzato anche in banche e strutture mediche in Giappone, tramite applicazioni create da Seikatsu Kakumei. Inoltre, Pepper è utilizzato in tutte le filiali dei ristoranti Hamazushi in Giappone.
Pepper è impiegato anche in aeroporti nordamericani, come l'Aeroporto Internazionale di Montréal-Pierre Elliott Trudeau, in Canada, dove può rispondere a domande in 15 lingue e rilevare se un bambino è smarrito, attivando così l'assistenza del personale.
Nel 2021, Pepper ha iniziato a lavorare nelle case di cura giapponesi come parte del personale sanitario. Questi robot sono stati programmati per condurre sessioni di esercizi quotidiani per gli anziani e per proporre giochi con l'obiettivo di mantenerli attivi e impegnati.
Nel 2019, Pepper è stato introdotto in una scuola elementare in Giappone per aiutare nell'insegnamento dell'inglese.

### Sport
Il 9 luglio 2020, un team di robot Pepper ha partecipato come cheerleader a una partita di baseball tra i Fukuoka SoftBank Hawks e i Rakuten Eagles, supportato da un team di robot quadrupedi Spot di Boston Dynamics.

### Consumatori
Nel 2017, è stato riportato che Pepper era utilizzato in migliaia di abitazioni in Giappone.

### Accademico
Pepper è disponibile come robot per la ricerca e l'educazione in scuole, college e università, dove viene utilizzato per insegnare programmazione e per condurre ricerche sull'interazione uomo-robot.
Nel 2017, un team internazionale ha iniziato la ricerca sull'uso di Pepper come robot versatile per aiutare a prendersi cura delle persone anziane in casa di cura o in alloggio protetto. Il progetto CARESSES, mirato a sviluppare il primo robot culturalmente competente al mondo, ha ricevuto finanziamenti per un valore superiore a due milioni di euro, con donatori tra cui l'Unione europea e il governo giapponese. Il progetto, della durata di tre anni, ha coinvolto diverse istituzioni, tra cui l'Università di Genova (coordinatore del progetto), l'Università di Örebro, l'Università del Middlesex, l'Università del Bedfordshire, SoftBank Robotics, Advinia HealthCare, il Japan Advanced Institute of Science and Technology (coordinatore giapponese), Università di Nagoya e Chubu University.
Martedì 16 ottobre 2018, un robot Pepper ha menzionato il progetto CARESSES durante un'audizione presso la Commissione per l'Educazione della Camera dei comuni del Parlamento del Regno Unito.
Una ricerca a lungo termine con Pepper potrebbe dimostrare che i residenti delle case di cura sono disposti a interagire con robot umanoidi e a trarre beneficio dall'attivazione cognitiva e fisica guidata dal robot Pepper. Un altro studio a lungo termine in una casa di cura potrebbe dimostrare che le persone che lavorano nel settore dell'assistenza sono disposte a utilizzare i robot nel loro lavoro quotidiano con i residenti. Tuttavia, è stato anche rivelato che, sebbene i robot siano pronti per essere utilizzati, hanno comunque bisogno di assistenti umani e non possono sostituire completamente la forza lavoro umana, ma possono assisterla e offrire nuove possibilità.

## Design

### Scopo
Pepper non è progettato per l'uso domestico tradizionale, ma piuttosto per "far sì che le persone godano della vita", migliorare la vita delle persone, facilitare le relazioni, divertirsi con le persone e connettere le persone con il mondo esterno. I creatori di Pepper sperano che sviluppatori indipendenti possano creare nuovi contenuti e usi per il robot.

### Specifiche
Pepper è dotato di diverse caratteristiche tecniche per migliorare le sue capacità interattive:
- Testa: Equipaggiata con quattro microfoni, due fotocamere HD (nella bocca e nella fronte) e un sensore di profondità 3D (dietro gli occhi).
- Torso: Include un giroscopio.
- Mani e testa: Presentano sensori tattili.
- Base mobile: Dispone di due sonar, sei laser, tre sensori di contatto e un giroscopio.[27]

| Pepper                | Pepper |
| --------------------- | --- |
| Dimensioni            | Altezza: 1,20 metri (4 ft) Profondità: 425 millimetri (17 in) Larghezza: 485 millimetri (19 in)                                                                 |
| Peso                  | 28 chilogrammi (62 lb) |
| Batteria              | Batteria agli ioni di litio Capacità: 30.0Ah/795Wh Tempo di operatività: circa 12 ore (quando utilizzato in negozio)                                            |
| Display               | Display touch da 10,1 pollici |
| Testa                 | Mic × 4, Fotocamera RGB × 2, Sensore 3D × 1, Sensore tattile × 3                                                                                                |
| Torace                | Sensore giroscopico × 1 |
| Mani                  | Sensore tattile × 2 |
| Gambe                 | Sensore sonar × 2, Sensore laser × 6, Sensore di contatto × 3, Sensore giroscopico × 1                                                                          |
| Parti mobili          | Gradi di movimento Testa (2°), Spalla (2°S&D), Gomito (2 rotazioni S&D), Polso (1°S&D), Mano con 5 dita (1°S&D), Anca (2°), Ginocchio (1°), Base (3°) 20 Motori |
| Piattaforma           | NAOqi OS |
| Connettività          | Wi-Fi: IEEE 802.11 a/b/g/n (2,4 GHz/5 GHz） Ethernet x1 (10/100/1000 base T)                                                                                    |
| Velocità di movimento | Fino a 3 chilometri all'ora (2 mph) |
| Capacità di salita    | Fino a 1,5 centimetri (0,6 in) |

## Incidenti
Nel settembre 2015, un visitatore frustrato dalla sua esperienza cliente a Tokyo si è scagliato contro Pepper, danneggiando l'unità.
Nel 2018, un supermercato a Edimburgo, Scozia, ha rimosso il robot di servizio entro una settimana a causa della sua impopolarità tra i clienti. Si ritiene che questa situazione fosse dovuta ai livelli elevati di rumore di fondo, che rendevano il robot incapace di sentire correttamente le domande, e al fatto che i clienti preferivano interagire con assistenti umani piuttosto che con un robot.